# DNSゾーン転送
DNSゾーン転送 (DNS zone transfer) とは、DNSサーバが持つ「ゾーン情報」を他のDNSサーバから取得し、同期する仕組み。通常はDNSサーバ同士の情報の同期に用いられる。

## 動作の概要
あるドメインに関する名前解決の情報は DNSゾーン (DNS zone) と呼ばれ、そのデータはDNSサーバが管理している。DNSサーバの可用性を向上し安定した稼動を実現するためには、このゾーンファイルを持っているサーバを複数用意することが一般的である。
たとえばウィキペディアのドメイン wikipedia.org のDNSゾーンは、プライマリとして ns0.wikimedia.org 、セカンダリとして ns1.wikimedia.org , ns2.wikimedia.org が管理している。これらのサーバが同じ情報を共有するためには、プライマリサーバ（親機）からセカンダリサーバ（子機）へゾーン情報を同期させるための手段が必要になる。
あるドメインに関するゾーン情報を他のサーバからまるごと取得要求するAXFR (Authoritative xfer)が一般的に用いられるプロトコルで、一部分を差分で取得要求するIXFR(Incrememtal xfer)などもある。（xfer はtransfer の略語）

## ゾーン転送の方法
ウィキペディアのドメインに関するゾーン情報は一般に公開されており、誰でもウィキペディアのゾーン情報を受け取ることができるようである。
たとえば、下記のコマンドラインを実行する。
```
 [[nslookup]] 
 
 server ns0.wikimedia.org
 
 ls -d wikipedia.org > wikipedia.org.zone.txt

```